# Claix (Isère)
Claix település Franciaországban, Isère megyében. Lakosainak száma 7840 fő (2022. január 1.). Claix Seyssins, Le Pont-de-Claix, Varces-Allières-et-Risset, Lans-en-Vercors és Saint-Nizier-du-Moucherotte községekkel határos.

## Népesség
A település népességének változása:
| Lakosok száma | 3105 | 5382 | 7388 | 7589 | 7727 | 8018 | 7932 | 7921 | 7927 | 7840 |
|               | 1968 | 1982 | 1999 | 2006 | 2012 | 2015 | 2017 | 2018 | 2020 | 2022 |